# Alain Aspect
Alain Aspect (Agen, 15 de juny de 1947) és un físic i acadèmic francès conegut sobretot per haver realitzat la primera prova concloent relacionada amb una de les paradoxes fonamentals de la mecànica quàntica: la paradoxa Einstein-Podolsky-Rosen.
El 2022 va ser mereixedor del Premi Nobel de Física al costat de John Clauser i Anton Zeilinger «pels experiments amb fotons entrellaçats, establint violacions de les desigualtats de Bell i obrint un camí pioner cap a la informàtica quàntica».

## Biografia
Aspect va ser alumne de l'École normale supérieure Paris-Saclay. Va continuar els seus estudis a la Universitat de París i va defensar la seva tesi l'any 1971 a l'Institut d'optique Graduate School. El 1974, va ser nomenat professor ajudant a l'École normale supérieure Paris-Saclay. Del 1975 al 1976 va publicar dos articles en què proposava els experiments que duria a terme uns anys més tard. Va obtenir el doctorat estatal l'any 1983 resolent un vell debat entre Albert Einstein i Niels Bohr sobre els fonaments de la mecànica quàntica i portant a l'obligació de triar entre els principis de causalitat i de localitat atès que els dos no es poden conservar al mateix temps.
El 1984, va ser nomenat director adjunt de laboratori al Collège de France (associat a la càtedra de física atòmica i molecular de Claude Cohen-Tannoudji). Va treballar al laboratori d'espectroscòpia hertziana de l'École Normale Supérieure en el mètode de refredament d'àtoms per làser anomenat «sota el retrocés del fotó», que li valdria, el 1997, a Claude Cohen-Tannoudji el Premi Nobel de Física.
El 1992 va tornar a Orsay a l'Institut d'optique Graduate School com a director de recerca del Centre Nacional de la Recerca Científica. Allà va establir un nou grup d'investigació dedicat a l'òptica atòmica, els miralls atòmics i els condensats de Bose-Einstein.
Va ser cofundador l'any 2019 de la start-up Pasqal, una empresa especialitzada en informàtica quàntica que treballa en un ordinador quàntic amb àtoms neutres (àtoms no ionitzats refredats a uns quants microkelvins).
El 4 d'octubre de 2022 va ser guardonat, juntament amb l'austríac Anton Zeilinger i l'estatunidenc John Francis Clauser, amb el Premi Nobel de Física pels seus experiments sobre l'entrellaçament quàntic i la violació de les desigualtats de Bell realitzats a l'Institut d'optique.

## Publicacions principals
És autor de diversos llibres i articles fonamentals sobre la física quàntica, entre ells:
- (anglès) Bose-Einstein Condensates and Atom Lasers (treball col·lectiu), Londres, Plenum Publishers, 2000;
- (anglès) Lévy Statistics and Laser Cooling: How Rare Events Bring Atoms to Rest (treball col·lectiu), Cambridge, Cambridge University Press, 2002;
- (anglès) Introduction to Quantum Optics: From the Semi-classical Approach to Quantized Light (amb Gilbert Grynberg i Claude Fabre), Cambridge, Cambridge University Press, 2010;
- (anglès) Single-Photon Generation and Detection: Physics and Application (treball col·lectiu), Londres, Academic Press, 2013.

## Honors
L'asteroide (33163) Alainaspect porta el seu nom.